# Опістотонус
Опістот́онус — (дав.-гр. ὄπισθε(ν) — назад, дав.-гр. τόνος — напруження) — судомна поза з різким вигинанням спини, закиданням голови назад (поза арки з опорою лише на потилицю і п'яти), витягуванням ніг, згинанням рук внаслідок тонічного скорочення розгинальних м'язів спини, кінцівок і шиї.

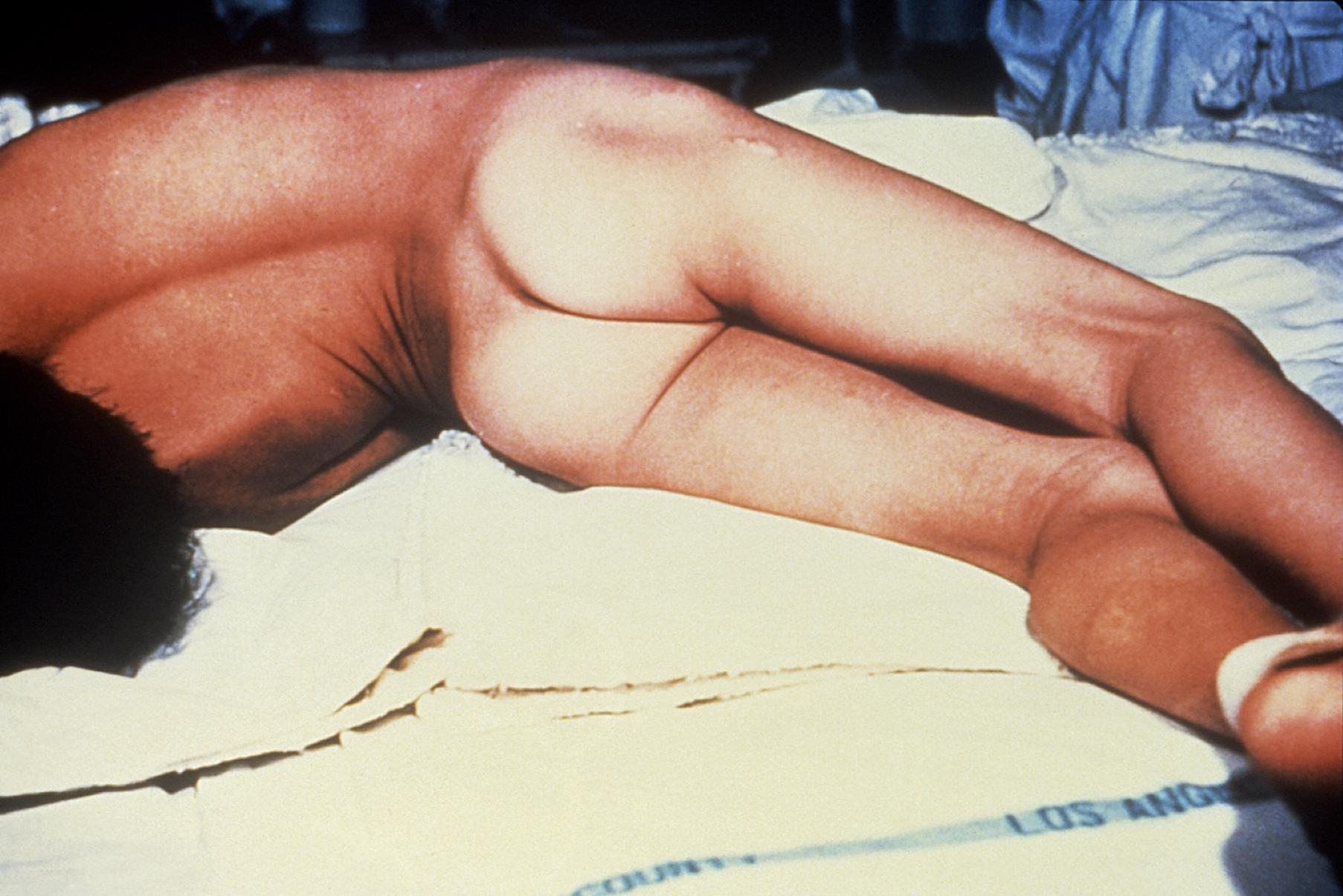
Опістотонус при правці

Опістотонус виразніший у дітей. Опістотонус може раптово з'явитися при будь-яких спробах руху, годуванні, спробі заговорити, посмішці чи судомній активності.

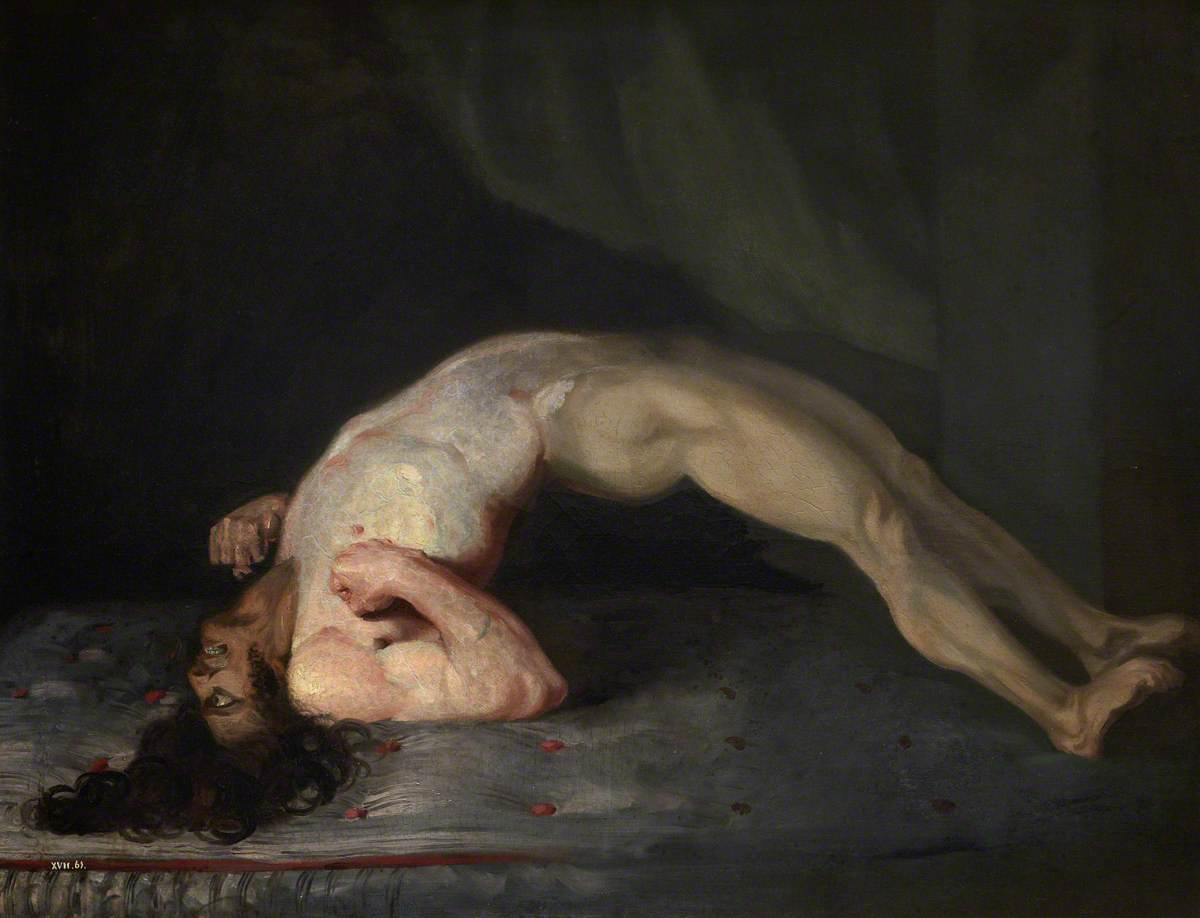
Опістотонус

## Причини
Являє собою крайній ступінь децеребраційної ригідності, виникає зазвичай спонтанно; поза утримується відносно тривалий час. Спостерігається при правці, дитячих паралічах з ураженням середнього мозку чи мосту, вираженій ядерній жовтяниці, лейкодистрофіях, а також при інших патологічних процесах у головному мозку, при яких виникає стиснення середнього мозку і мосту внаслідок дислокації мозку (забій мозку з набряком його при черепно-мозкових травмах, гематома, пухлина мозку і мозочка, набряк мозку при менінгіті).
Опістотонус може з'явитися при інтоксикації літієм і рідко як екстрапірамідальна побічна дія галоперидолу, метоклопраміду, фенотіазінів, отруєння стрихніном.
Опістотонус можна експериментально відтворити у тварин перерізанням середнього мозку між верхніми та нижніми горбками, коли перетинаються всі кортикоретикуляні волокна. Опістотонус може виникати тільки у птахів і плацентарних тварин.
При правцеві та отруєнні стрихніном опістотонус може поєднуватися з сардонічною посмішкою.
Дуже рідко при сильно розвиненому черевному пресі може спостерігатись емпростотонус, коли тулуб згинається вперед.